# Paula Siero
Paula Siero (Buenos Aires, 28 de septiembre de 1966) es una actriz, exmodelo, directora y guionista argentina.

## Televisión
| Televisión | Televisión                  | Televisión              | Televisión |
| Año        | Ficción                     | Personaje               |            |
| ---------- | --------------------------- | ----------------------- | ---------- |
| 1995       | Mi cuñado                   | Nadia                   |            |
| 1996       | 90 60 90 modelos            | Claudia                 |            |
| 1997       | Los herederos del poder     |                         |            |
| 1997       | De corazón                  |                         |            |
| 1997       | Ricos y famosos             | Aixa                    |            |
| 1998       | La condena de Gabriel Doyle | Luisa                   |            |
| 1998       | Muñeca brava                | Marina Rizzo de Rapallo |            |
| 1999       | Vulnerables                 | Sandra                  |            |
| 2000       | Tiempo final                | 3 capítulos             |            |
| 2000       | Los buscas de siempre       |                         |            |
| 2001       | Provócame                   | Patricia Murillo        |            |
| 2002       | Los simuladores             | 1 capítulo              |            |
| 2002       | El precio del poder         | Nina                    |            |
| 2003       | Soy gitano                  | Rosa Ramos              |            |
| 2004       | Locas de amor               | Paula Goñi              |            |
| 2005       | Amor en custodia            | Carolina Costas         |            |
| 2005       | Amor mío                    | Desconocido             |            |
| 2006       | Se dice amor                | Micaela Manzo           |            |
| 2006       | Collar de Esmeraldas        | Lorena                  |            |
| 2007       | La ley del amor             | Andrea                  |            |
| 2009       | Mujeres de nadie            | Monica                  |            |
| 2010       | Caín y Abel                 | Nora                    |            |
| 2011       | Adictos                     | Mariana                 |            |

## Cine
Como actriz
- 2001 +bien
- 2002 Dibu 3
- 2003 Ipanema
- 2005 Un buda
- 2009 Lo siniestro
- 2016 Ecuación, los malditos de Dios

Como directora
- 2010 El agua del fin del mundo